# Ново село (община Куршумлия)
Вижте пояснителната страница за други значения на Ново село.
Ново село (на сръбски: Ново Село или Novo Selo) е село в Сърбия, Топлишки окръг, община Куршумлия. Според Националната статистическа служба на Република Сърбия през 2011 г. селото има 61 жители.

## Демография
Броят на населението в годините 1948 – 2011 е както следва: